# Rodrigo Becão
Rodrigo Nascimento França Becão (Salvador, 19 de enero de 1996) es un futbolista brasileño que juega en la demarcación de defensa para el Fenerbahçe S. K. de la Superliga de Turquía.

## Biografía
Tras formarse como futbolista en el E. C. Bahia, en 2015 subió al primer equipo, haciendo su debut el 28 de noviembre de 2015 en el Campeonato Brasileño de Serie B contra el Atlético Clube Goianiense. El 4 de julio de 2018 se marchó en calidad de cedido al PFC CSKA Moscú, jugando su primer partido el 27 de julio de 2018 contra el Lokomotiv de Moscú en la final de la Supercopa de Rusia. Tras una temporada en Rusia, el 6 de julio de 2019 fue traspasado por el E. C. Bahia al Udinese Calcio.
En Italia permaneció cuatro años en los que anotó seis goles en 130 partidos. Entonces continuó su carrera en el Fenerbahçe S. K. con el que firmó por cinco temporadas.

## Clubes
| Club                    | País    | Año       | Partidos | Goles |
| ----------------------- | ------- | --------- | -------- | ----- |
| E. C. Bahia             | Brasil  | 2015-2018 | 22       | 1     |
| PFC CSKA Moscú (cedido) | Rusia   | 2018-2019 | 36       | 0     |
| Udinese Calcio          | Italia  | 2019-2023 | 130      | 6     |
| Fenerbahçe S. K.        | Turquía | 2023-     | 37       | 2     |

## Palmarés

### Campeonatos nacionales
| Título             | Club           | País   | Año  |
| ------------------ | -------------- | ------ | ---- |
| Copa do Nordeste   | E. C. Bahia    | Brasil | 2017 |
| Campeonato Baiano  | E. C. Bahia    | Brasil | 2018 |
| Supercopa de Rusia | PFC CSKA Moscú | Rusia  | 2018 |